# Zirolana
Zirolana is een geslacht van hooiwagens uit de familie Assamiidae.
De wetenschappelijke naam Zirolana is voor het eerst geldig gepubliceerd door Roewer in 1940. 

## Soorten
Zirolana is monotypisch en omvat slechts de volgende soort:
- Zirolana lutea